# GlobalEye

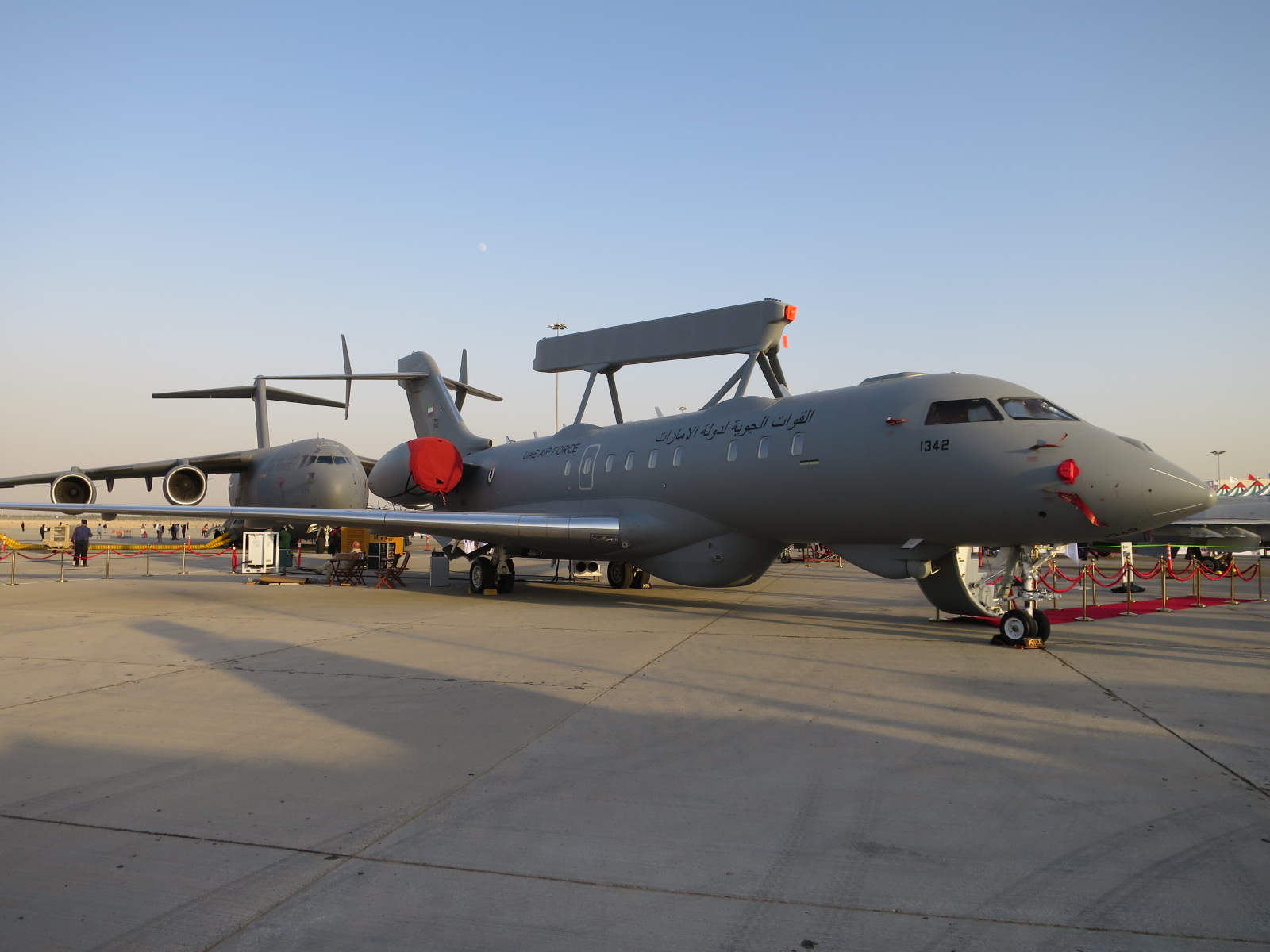
Een GlobalEye van de Emiratische luchtmacht in 2021 te Dubai

GlobalEye is een airborne warning and control system (AWACS) bestaande uit de Erieye radar antenne-array van het Zweedse Saab gemonteerd op de rug van de Global Express privéjet van het Canadese Bombardier.

## Ontwikkeling
In februari 2016 kondigde Saab aan dat ze hun Erieye radar antenne-array op de Global Express van Bombardier zouden integreren, die 35.000 voet hoog vliegt. Voorheen had Saab de Erieye al geplaatst op de Saab SF-340 en de Embraer R-99, die allebei 25.000 voet hoog vliegen en de Saab 2000 die 31.000 voet hoog vliegt.
Een Global Express vloog naar Linköping voor aanpassing. De romp en de vleugels werden versterkt om de Erieye van 1000 kg te dragen. Onder de buik werden achteraan tegengewichten geplaatst. Het kielvlak werd vergroot. Er werden generatoren en koeltechniek met meer vermogen geplaatst. Er werden laserverklikkers, radarverklikkers en voorzieningen voor het verspreiden van antiradarsneeuw aangebracht. Op de vleugeltips werden sensoren voor elektronische oorlogvoering bijgeplaatst.
Begin 2018 zei Saab dat ze drie GlobalEyes per jaar konden bouwen en dat de levertermijn drie jaar bedraagt na ondertekening van het contract. Op 23 februari 2018 toonde Saab de eerste GlobalEye.
Op 14 maart 2018 vloog de GlobalEye voor het eerst: een vlucht van 1:46 uur vanaf Linköping met testpiloot Magnus Fredriksson. In juli 2018 werd een testprogramma afgewerkt, waarbij volgens Saabs vicepresident Lars Tossman de GlobalEye min of meer elke dag vloog. In januari 2019 vloog de tweede GlobalEye voor het eerst. In mei 2019 was het testprogramma afgewerkt.

## Ontwerp
De radarhorizon bedraagt 450 km op hoogte 30.000 voet en 550 km op 35.000 voet. Saab heeft de resolutie 70% verbeterd met transceivers van galliumnitride.
De GlobalEye bevat ook de Seaspray maritieme synthetische-apertuurradar van Leonardo.
De GlobalEye kan zo doelen in de lucht, op land en op zee detecteren en volgen. Onder de romp hangen een beeldsensor en een infraroodcamera. De Globaleye is ook voorzien voor ELINT en SIGINT.
Missies kunnen elf uur duren. Aan boord zijn vijf bedieningsposten, maar de GlobalEye kan ook werken zonder operatoren aan boord, waarbij alle gegevens naar een grondstation gaan. GlobalEye is voorzien van datalinks en satellietcommunicatie.

## Verenigde Arabische Emiraten
In november 2015 kocht de Emiratische luchtmacht twee GobalEyes voor $1,27 miljard en in februari 2017 een derde voor 238 miljoen USD.
De chef van de Emiratische luchtmacht, Ibrahim Naser Al Alawi, zei over de GlobalEye:

een krachtige versterking van de luchtmacht… een radar voor vroegtijdige waarschuwing die ook in staat is ballistische raketten te detecteren en het hele domein af te dekken van een luchtmacht.

In mei 2019 leverde Saab de grondstations, in april 2020 de eerste GlobalEye, in september 2020 de tweede en in februari 2021 de derde.
In januari 2021 bestelden de Verenigde Arabische Emiraten nog twee GlobalEyes voor $1,018 miljard en in september 2024 leverde Saab de vijfde en laatste GlobalEye.
De totale kostprijs bedroeg 23 miljard SEK.

## Zweden
in juni 2022 bestelde de Zweedse luchtmacht twee GlobalEyes genaamd “S 106” voor 7,3 miljard SEK met een optie voor nog twee. In juni 2024 bestelde ze een derde GlobalEye tegen 2027 om de twee aan Oekraïne geschonken Saab SF-340's te vervangen.

## Canada
Een budget van $3,65 miljard is vrijgemaakt, maar de Boeing E-7 Wedgetail is een concurrent.

## Frankrijk
Franse luchtmacht overweegt om hun Boeing E-3 te vervangen. In januari 2024 ondertekenden Zweden en Frankrijk een hernieuwd strategisch partnerschap voor innovatie met nadruk van beide landen op de wil om meer samen te werken voor luchtbewaking.

## Griekenland
Saab heeft de GlobalEye aangeboden aan de Griekse luchtmacht om hun bestaande Erieye-vloot te vervangen.

## Zuid-Korea
In oktober 2024 hebben Saab en Korea Aerospace Industries een memorandum van overeenstemming ondertekend voor industriële samenwerking en transfer van technologie voor het "AEW&C II" programma van de Zuid-Koreaanse luchtmacht.

## Finland en Denemarken
In 2020 bood Saab de Finse luchtmacht twee GlobalEye en 64 Saab JAS 39 GripenE/F aan. Van 30 januari tot 6 februari 2020 vloog de GlobalEye proefvluchten met Finnen tussen Finland en Linköping.
In 2024 zond Finland mensen naar Zweden om de GlobalEye aan te kopen zodra budget beschikbaar kwam. In januari 2025 zei de Zweedse minister van Defensie Pål Jonson dat Finland en Denemarken samen de GlobalEye zouden kopen.

## NAVO
In februari 2023 was Saab ingegaan op een Request For Information van de Noord-Atlantische Verdragsorganisatie om hun vloot Boeing E-3 te vervangen, maar in november 2023 koos de NAVO voor de Boeing E-7 Wedgetail.